# 冯潇霆
冯潇霆（1985年10月22日—），出生于辽宁省大连市，已退役的足球运动员，司职中后卫。他曾是中国国家足球队的成员、队长。拥有良好的头球技术，同时控球和远射能力也相当出色，是一名技术非常全面的球员。

## 俱乐部生涯
他曾在法国老牌球队南特试训，他在效力四川冠城时还创造了两个甲A纪录，一是成为甲A联赛历史上最年轻的射手，二是在邹侑根缺阵的情况下，冯潇霆戴上了队长袖标，成为甲A历史上第一个年仅17岁的场上队长。
2009年1月，韩国大邱足球俱乐部宣布与冯潇霆签约，而之前他所属的大连实德则表示并不知情，于是成为一个月内继李玮锋之后第二起中国球员试图自由转会国外俱乐部的事件，引起媒体对于中国足球转会制度漏洞和弊病的广泛关注。大连实德曾经试图寻求中国足协的帮助，希望阻止冯潇霆转会，但是此时又发生了周海滨自由转会的事件，中国足协最终表示国际转会必须按照国际足联的规则，于是冯潇霆顺利加盟大邱。
2010年1月29日，冯潇霆和全北现代签约，代表球队参加2010年的亚足联冠军联赛。12月25日，广州恒大召开新闻发布会，正式宣布冯潇霆加盟球队。
2020年2月3日，馮瀟霆加盟上海申花。2023年初传出他将会重返已降级的广州队的消息，但最终加盟中甲球队东莞莞联。
2024年6月5日，馮瀟霆宣布退役。

## 国家队生涯
冯潇霆在2003年首次入选国家队，成为第一个国足、国奥和国青的三栖球员。他在2005年荷兰世青赛中担任中国队主力，并引领中国队打进16强，还是FIFA当年评选的14名“U-20新星”中唯一的亚洲人。
然而在国家队效力期间，冯潇霆经常在场上出现回防不积极的情况。特别是在2019年亚洲杯四分之一决赛上，冯潇霆面对解围球时反应延迟，被伊朗球员断球后传中打进一球，引得时任国足主教练里皮勃然大怒。冯潇霆因此失去了里皮的信任，里皮更点名表示冯潇霆以后将没有机会入选国家队。